# ポール・モドリッチ
ポール・モドリッチ（Paul Lawrence Modrich, 1946年6月13日 - ）はアメリカ合衆国の生物学者である。専門は生化学、遺伝学で、特にDNAミスマッチ修復の研究が有名である。デューク大学の教授で、ハワード・ヒューズ医学研究所の研究員である。
2015年、「DNA修復機構の解明」により、トマス・リンダール、アジズ・サンジャルと共に、ノーベル化学賞を受賞した。

## 経歴
- 1968年、マサチューセッツ工科大学卒業
- 1973年、スタンフォード大学大学院で生化学のPh.D.を取得。
- 1976年、デューク大学の教授陣に加わる。
- 1983年、ファイザー酵素化学賞 受賞
- 1993年、米国科学アカデミー会員に選出[4]
- 1994年、ハワード・ヒューズ医学研究所研究員も務めるようになる[4]。
- 2004年、アメリカ芸術科学アカデミーのフェローとなる[4]。
- 2003年、米国医学研究所会員[4]。
- 2015年10月 ノーベル化学賞 受賞[4]